# 帕库雅
帕库雅（葡萄牙語：Pacujá）是巴西塞阿拉州的一个市镇。总面积76.1平方公里，总人口5950人，人口密度78.2人/平方公里。